# Rudolf Seydel
Rudolf Seydel, född den 27 maj 1835 i Dresden, död den 8 december 1892 i Leipzig, var en tysk filosof.
Seydel avlade teologie kandidatexamen i Leipzig och blev på sin prisbelönta avhandling Schopenhauers philosophisches System, dargestellt und beurtheilt filosofie doktor 1856. Ivrig frimurare, utgav han under förhoppning att inom denna orden kunna åstadkomma en sammanslutning av religiösa sanningsälskare, varigenom den ideala kyrkan skulle förverkligas, Reden über Freimauerei an denkende Nicht-maurer (1859; 2:a upplagan 1860) och Katholicismus und Freimaurerei (1862; 2:a upplagan samma år). Men hans förhoppningar gick ej i uppfyllelse, och han slöt sig till "Der deutsche Protestantenverein" för att inom den bestående kyrkan söka införa den friare andan. För föreningens syften höll han populära föredrag, bland vilka Der historische Jesus und die moderne Kritik (1868) och Über die evangelischen Wunderberichte (1870) intagits i hans samlade arbeten. 
Seydel, som blivit docent i filosofi i Leipzig på grund av avhandlingen Der Fortschritt der Metaphysik innerhalb der Schule des ionischen Hylozoismus (1860), utgav 1866 Logik oder Wissenschaft vom Wissen och blev 1867 extra ordinarie professor där. Fortfarande var det dock de religiösa frågorna, som mest ådrog sig hans intresse. En inledning även till religionsfilosofin var hans Prolegomena zur philosophischen Ethik (1867); religionshistoriska frågor behandlade han i Die Religion und die Religionen (1872); ett etiskt system framlade han i Ethik oder Wissenschaft vom Seinsollenden (1874); i Das evangelium von Jesu in seinen Verhältnissen zu Buddha-sage und Buddha-lehre (1882) och Die Buddha-legende und das Leben Jesu nach den Evangelien (1884) sökte han historiskt uppvisa buddhistiska inflytanden på den ursprungliga kristendomen, vars grundtankar han också framställde i Vom Christenthum Christi (1889). Hans mest betydande arbete är dock Religionsphilosophie im Umriss (postumt, 1893). 
Som tänkare är han besläktad med Friedrich von Schelling, vars intellektuella åskådning han antar som kunskapsorganet för vår uppfattning av det absoluta. Förutom av sin lärare C.H. Weisse är han mest påverkad av Schleiermacher och Goethe. Han bekämpade David Strauss i Über Glaube und Unglaube(1874; 3:e upplagan samma år), materialismen i Die Gedankenlosigkeit des Materialismus (i "Die Leuchte", 1874), men också nykantianismen i Der Schlüssel zum objektiven Erkennen (1889). Seydel fattar religionsfilosofin som "vetenskapen om religionsidealet såsom sådant". Den grundar sig på en praktisk tro, på postulat, som är oumbärliga för det liv som vi inte vill ge upp. De religionsfilosofiska påståendena är därför ytterst värdeomdömen. 
Seydel opponerar sig både mot en ensidigt teoretisk religionsuppfattning och mot en vare sig estetisk uppfattning av religionen som blott bestående i religiös känsla eller en ensidigt praktisk eller moralisk, som identifierar religionen med viljans absoluta underordnande under det gudomliga. Religionen innehåller allt detta, men inte som en summa, utan som ett helt, vars centrum är Gud själv. Den är en total gudsgemenskap, ett "liv i Gud, ur Gud och för Guds skull". Det religionsfilosofiska gudsbegreppet är ett annat än det metafysiska. Det gäller i religionsfilosofin ej att teoretiskt spekulera över alltings yttersta grund och det absolutas begrepp, utan att fatta den verklighet, som kan frälsa oss genom ett absolut underordnande av vårt liv därunder. En fullständig förteckning över Seydels skrifter är bifogad "Religionsphilosophie im Umriss".